# غارلاند روارك
غارلاند روارك (بالإنجليزية: Garland Roark)‏ (26 يوليو 1904 - 9 فبراير 1985)؛ روائي أمريكي.

## روابط خارجية
- غارلاند روارك على موقع IMDb (الإنجليزية)
- غارلاند روارك على موقع قاعدة بيانات الفيلم (الإنجليزية)